# 王立奇
王立奇（1977年12月—），辽宁北票人，汉族，中国共产党党员。中华人民共和国政治人物、清华大学工学硕士。2021年7月，任中共酒泉市委书记。

## 生平
2003年07月，清华大学土木水利学院建设管理系管理科学与工程专业硕士研究生毕业。
2006年4月至2019年12月，长期在黑龙江工作，由黑龙江省哈尔滨市哈西新区改造建设办公室规划建设处副处长，到黑龙江省齐齐哈尔市委副书记（其间:2019年03—2019年07中央党校第46期中青年干部培训二班学习）。
2019年12月，任甘肃省酒泉市委副书记、市政府党组书记、副市长、代市长
2020年01月，任甘肃省酒泉市委副书记、市政府党组书记、市长
2021年07月，任甘肃省酒泉市委书记。